# 王后
王后是王、國王正妻的頭銜，當君主不能稱為皇帝或其他相當的頭銜時，其正室只能稱為王后而不能稱皇后，有些甚至只能稱更次一等的王妃。王后與皇后同樣簡稱為后。

## 東亞

### 中國
后，最早在中國的夏朝，是君主生前的稱號，如后羿、后稷等等，君主在死後才改稱為帝；至於君王正配則稱為妃，嬪則是在周朝才開始使用的漢字。商朝開始，君主生前稱王，死後稱帝，原本的后則轉為君王正配的稱號，稱王后，而妃也隨之降為君王側室的稱號。至秦始皇開始使用皇帝頭銜，身為君主正室的王后也升為皇后，並一直沿用。
西漢時王后是國王（藩王）正室的位號，國王之母封為王太后，東漢則沿用古制，漢光武帝皇后郭聖通被廢後改稱中山王太后、沛王太后，許美人封楚太后，以及曹操封魏王時，其繼室卞氏封為魏王后而非魏王妃。晉朝以後開始降稱為王妃，藩王之母則降稱為王太妃 。而王后一號在中國自漢朝以後，僅於部分君主只稱王的政權所使用。

### 日本
日本在推古天皇以前，使用「大王」、「大君」、「皇尊」等作為君主稱號，因此在推古天皇以前的諸天皇，嚴格而言是國王，而非皇帝。雖然日本書紀記載，開國天皇神武天皇皇后媛蹈鞴五十鈴媛命是日本正史中最早的皇后，但實際上而言，一直到推古天皇以前的皇后，都只是王后，而非皇后。

### 朝鮮
朝鮮半島早期的君主正室皆稱王后，至高麗王朝時期，君主稱國王，其正室稱王后。自第25任君王忠烈王開始，由於高麗王朝成為元朝附屬國，使王母降稱王太妃。
朝鮮王朝為中國之藩國，因此其君主只能稱國王而非皇帝，相對的，國王之正妻也只能稱王妃，死後才追諡為王后，到朝鮮高宗1895年改頭銜為大君主才將國王正妻稱號更改為王后，兩年後高宗稱帝，正妻稱號再次改為皇后。

### 越南
嘉隆元年（1802年），阮福映以王的身份正式開國。次年，阮福映冊封正室宋氏蘭為王后。嘉隆五年（1806年），阮福映正式称帝，宋氏蘭晉封為皇后。

## 其他地區
英國王室與其他欧洲王室，將君主的配偶稱作，中文即譯作王后，這是為了與女性君主“Queen”（中文譯女王）作區別。例如伊丽莎白二世的頭銜是，而伊丽莎白王后則是。